# Horns kyrka, Västergötland
Horns kyrka är en kyrkobyggnad som sedan 2002 tillhör Frösve församling (tidigare Horns församling) i Skara stift. Den ligger i den norra delen av Skövde kommun.

## Kyrkobyggnaden
Ursprungliga romanska kyrkan uppfördes på 1100-talet och bestod av då av långhus, kor med absid och torn. Den ersattes av den nuvarande kyrkan som uppfördes 1804. Av ursprungliga kyrkan återstår tornet, som emellertid 1804 försågs med en nyklassicistisk lanternin.
Kyrkorummet har genomgått flera restaureringar, men är i huvudsak präglat av 1890-talets nygotik.

## Inventarier
- Dopfunten av sandsten är från 1200-talet.
- En rund predikstol tillkom 1899.

### Klockor
Lillklockan har romansk form och är sannolikt från 1200-talet. Den saknar inskrifter.

### Orglar
- På läktaren i väster finns stiftets äldsta bevarade instrument, tillverkat 1848 av orgelbyggaren Johan Nikolaus Söderling. Orgeln har en delvis ljudande fasad och sex stämmor fördelade på manual och pedal. Den renoverades och utökades 1902, renoverades och återställdes 1972 samt renoverades även 1999 av Tostareds Kyrkorgelfabrik.[4]
- I koret finns ytterligare en orgel byggd 1982 av Smedmans Orgelbyggeri med sex stämmor fördelade på manual och pedal. Den ommålades och flyttades till koret 2005.[5]